# نهائي كأس مصر 2015
نهائي كأس مصر لكرة القدم 2015 هو المباراة النهائية للموسم الثالث والثمانين من بطولة كأس مصر. سيلعب النهائي يوم 21 سبتمبر 2015 في ملعب بتروسبورت.

## مقدمة
يعتبر هذا النهائي هو ال47 للنادي الأهلي، آخرها في موسم 2009–10 عندما تغلب على حرس الحدود وحصد اللقب ال35 (اثنان بالمناصفة مع الزمالك). وصل الزمالك للنهائي 37 مرة حصد خلالهم اللقب 23 مرة (مرتان بالمناصفة مع الأهلي).

## الطريق للنهائي
| الأهلي       | الأهلي  | الدور                   | الزمالك          | الزمالك        |
| ------------ | ------- | ----------------------- | ---------------- | -------------- |
| المنافس      | النتيجة | كأس مصر لكرة القدم 2015 | المنافس          | النتيجة        |
| طهطا         | 6–1     | دور الـ32               | نجوم المستقبل    | 2–1            |
| الجونة       | 13–0    | دور الـ16               | حرس الحدود       | 3–1            |
| اتحاد الشرطة | 5–0     | ربع النهائي             | الاتحاد السكندري | 0–0 (4–2 ر.ت.) |
| بتروجيت      | 3–1     | نصف النهائي             | سموحة            | 0–0 (4–3 ر.ت.) |

### الأهلي
بدأ النادي الأهلي مشواره في الكأس يوم 15 يناير 2015، استضاف طهطا في الدور الأول وتغلب عليه بنتيجة 6–1 وأحرز الأهداف وليد سليمان وعبد الله السعيد ومحمد نجيب ومحمد رزق وعماد متعب (2).
في 13 أغسطس 2015، استضاف الأهلي الجونة في دور الـ16، شارك الجونة بلاعبين من فئة الناشئين، انتهت المباراة بفوز الأهلي بنتيجة 13–0، بدأت الأهداف بهدف بالخطأ عن طريق شمس الدين السعيد، ثم أحرز عبد الله السعيد (2) وجون أنطوي (4) ورمضان صبحي وأحمد فتحي وماليك إيفونا ومحمد ناجي وحسين السيد واختتمها حسام غالي.
وفي الدور ربع النهائي، واجه الأهلي على ملعبه اتحاد الشرطة يوم 16 أغسطس، انتهت المباراة بالفوز بنتيجة 5–0 وأحرز الأهداف عبد الله السعيد ورمضان صبحي ومؤمن زكريا وعماد متعب (2).
في الدور نصف النهائي تواجه الأهلي في ملعبه مع بتروجيت يوم 16 سبتمبر، افتتح محمد رجب التهديف لبتروجيت من هجمة مرتدة في منتصف الشوط الأول، ثم تمكّن رمضان صبحي من تحقيق التعادل في الدقيقة الـ42، وفي الشوط الثاني أحرز حسين السيد الهدف الثاني للأهلي في الدقيقة الـ70، وختم أحمد فتحي التهديف في الدقيقة الـ89.

### الزمالك
بدأ الزمالك مشواره في الكأس يوم 11 يناير 2015 بمباراة الدور الأول على ملعبه أمام فريق الدرجة الثانية نجوم المستقبل، انتهت المباراة بالفوز بنتيجة 2-1، افتتح نجوم المستقبل التهديف عن طريق محمد حمام في الدقيقة الـ52 قبل أن يتعادل أحمد علي للزمالك بعدها بـ7 دقائق، ثم أحرز أحمد علي ثانية في الدقيقة ال87.
وفي دور الـ16، خاض الزمالك مباراته الثانية على ملعبه أمام حرس الحدود يوم 15 أغسطس، انتهت المباراة بنتيجة 3-1، أحرز للزمالك مصطفى فتحي مرتين في دقيقتين وأحرز إبراهيم عبد الخالق الهدف الثالث في الدقيقة 87، أحرز محمد رمضان هدف حرس الحدود الوحيد من ركلة جزاء في الدقيقة 79.
في الدور ربع النهائي، سافر الزمالك للإسكندرية لمواجهة الاتحاد السكندري يوم 18 أغسطس، انتهت المباراة بدون أهداف ليحسم الزمالك التأهل من خلال ركلات الجزاء.
تكرر الأمر في نصف النهائي أمام سموحة وصيف كأس مصر في الموسم السابق، حيث انتهت المباراة التي أقيمت يوم 17 سبتمبر بالتعادل السلبي أيضًا وحسم الزمالك التأهل مجددًا من خلال ركلات الجزاء بنتيجة 4–3.

## إحصائيات
قبل المباراة
- يعد هذا النهائي هو الـ16 بين الأهلي والزمالك في تاريخ كأس مصر لكرة القدم، في الـ15 مرة السابقة، فاز الأهلي 9 مرات والزمالك 6 مرات، وأحرز الأهلي 33 هدفًا مقابل 29 للزمالك.
- آخر فوز للزمالك على الأهلي في النهائي يرجع لموسم 1958–59 وحقق حينها باللقب الثاني عشر.
- آخر فوز للأهلي على الزمالك في النهائي يرجع لموسم 2006–07 وحقق حينها اللقب الخامس والثلاثين.
- أكبر فوز للزمالك على الأهلي في النهائي كان بنتيجة 6-0 في موسم 1943–44.
- أكبر فوز للأهلي على الزمالك في النهائي كان بنتيجة 4-1 في موسمي 1930–31 و1952–53
- الأهلي هو أكثر الأندية وصولًا للنهائي (48 مرة)، يليه الزمالك (37 مرة).
- الزمالك هو أكثر الأندية تحقيقًا للوصافة (13 مرة)، يليه الأهلي (12 مرة).

## المباراة
| الأهلي | 0–2   | الزمالك            |
| ------ | ----- | ------------------ |
|        | تقرير | باسم مرسي 11'، 33' |

| الأهلي | الزمالك |

| GK         | 1  | شريف إكرامي     |  |     |
| RB         | 12 | باسم علي        |  | 40' |
| CB         | 23 | محمد نجيب       |  |     |
| CB         | 2  | سعد سمير        |  |     |
| LB         | 7  | حسين السيد      |  |     |
| RW         | 8  | مؤمن زكريا      |  | 61' |
| CM         | 25 | حسام عاشور      |  |     |
| CM         | 19 | عبد الله السعيد |  |     |
| CM         | 24 | أحمد فتحي       |  |     |
| LW         | 32 | رمضان صبحي      |  |     |
| CF         | 9  | عمرو جمال       |  | 78' |
| البدلاء:   |    |                 |  |     |
| CF         | 10 | عماد متعب       |  | 78' |
| RW         | 17 | محمد حمدي زكي   |  | 40' |
| ST         | 3  | جون أنطوي       |  | 61' |
| المدرب:    |    |                 |  |     |
| فتحي مبروك |    |                 |  |     |

| GK              | 16 | محمود جنش              |  |         |
| RB              | 22 | حمادة طلبة             |  |         |
| CB              | 8  | محمد كوفي              |  |         |
| CB              | 25 | علي جبر                |  |         |
| LB              | 12 | أحمد توفيق 42'         |  |         |
| CM              | 3  | طارق حامد              |  |         |
| CM              | 4  | عمر جابر               |  | 64'     |
| CM              | 15 | معروف يوسف             |  |         |
| RW              | 14 | أيمن حفني              |  | 59'     |
| LW              | 11 | محمود عبد المنعم كهربا |  |         |
| CF              | 17 | باسم مرسي              |  | 64' 75' |
| البدلاء:        |    |                        |  |         |
| CM              | 6  | إبراهيم عبد الخالق     |  | 64'     |
| RW              | 30 | مصطفى فتحي             |  | 59'     |
| CF              | 9  | أحمد حسن مكي           |  | 75'     |
| المدرب:         |    |                        |  |         |
| جوسفالدو فيريرا |    |                        |  |         |

| طاقم التحكيم: حكم أول: جوناس إيريكسون حكم مساعد: ماسياس كلسينيوس حكم مساعد: دانيال ورن مارك |

## ما بعد المباراة
- أصبح الزمالك بطل الكأس للمرة الثالثة على التوالي.
- بهذا الفوز يحقق الزمالك ثنائية الدوري والكأس.
- تستمر عقدة النادي الأهلي بعدم الحصول على الكأس منذ عام 2006-07.
- يخرج الأهلي خالي الوفاض دون الحصول على الدوري أو الكأس.[4]